# Beistandschaftsgesetz
Mit dem Beistandschaftsgesetz wurden zum 1. Juli 1998 in Deutschland im Rahmen der Reform des Kindschaftsrechts die gesetzliche Amtspflegschaft und die vorrangig auf Beratung angelegte Beistandschaft alten Rechts abgeschafft und durch die neue Beistandschaft ersetzt.